# Куррахский инцидент

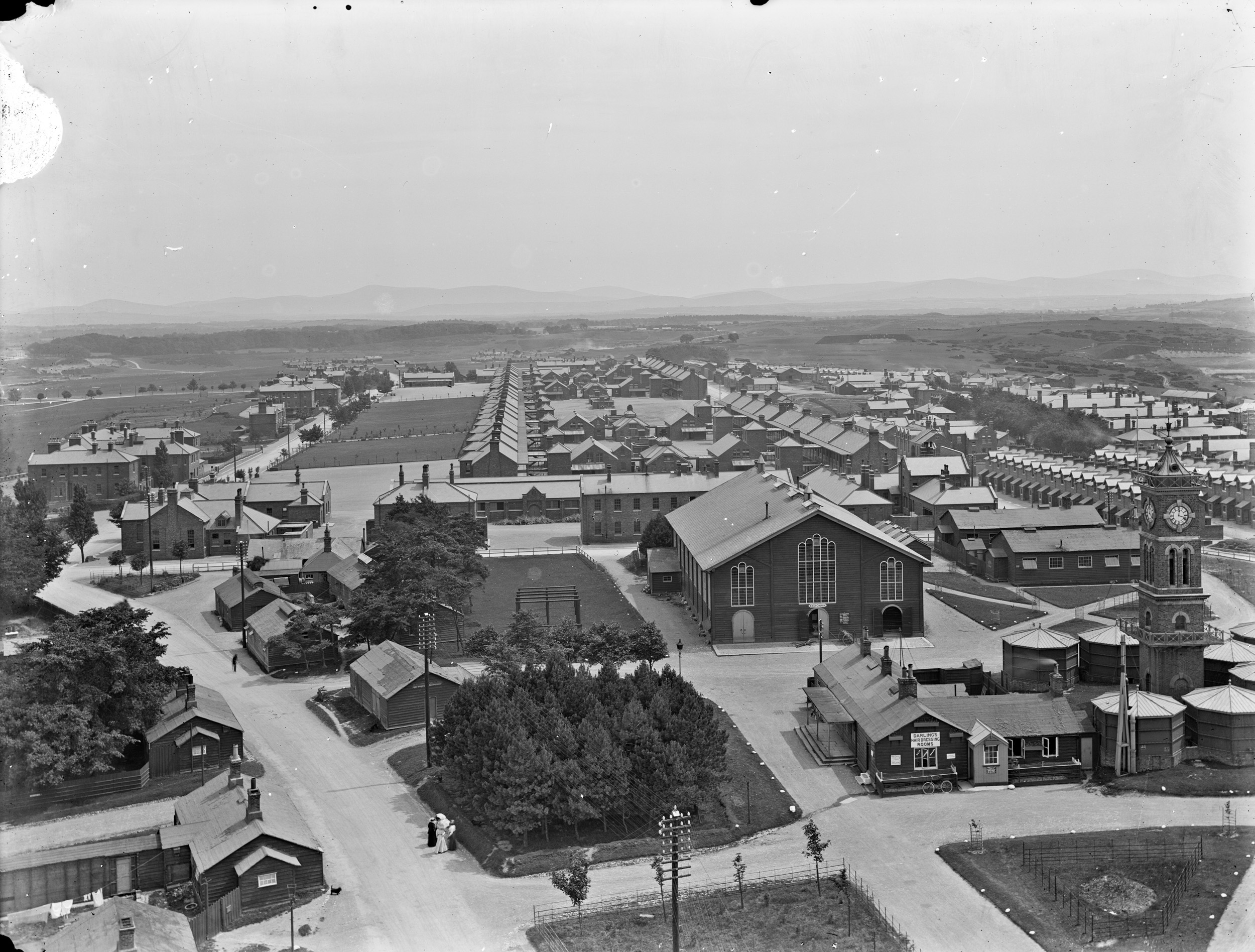
Лагерь в Куррахе, общий вид, начало XX века

Куррахский инцидент 20 марта 1914 года, известный также как Куррахский или Куррагский мятеж, произошел в Куррахе в ирландском графстве Килдэр. Лагерь Куррах в то время был главной базой Британской армии в Ирландии, которая тогда всё ещё входила в состав Соединенного Королевства Великобритании и Ирландии. Ирландия позднее в том же году должна была получить фактическое самоуправление на территории всего острова, включавшей и Ольстер. Инцидент в Куррахе играет важную роль в истории Ирландии XX века и примечателен тем, что стал одним из немногих случаев со времен Гражданской войны в Англии, когда британские военные открыто вмешались в политику. Его широко и часто именуют «мятежом», хотя ни один из отданных военным приказов не был офицерами нарушен.
Перед окончательным введением в 1914 году Ирландского самоуправления британский кабинет министров предполагал, что возможно придется применить военную силу против ирландских юнионистов, «Ольстерских добровольцев», угрожавших антиправительственным восстанием. Многие офицеры, особенно те, которые имели связи с ирландскими протестантами, из них наиболее известным был Хьюберт Гоф, угрожали уйти в отставку или принять увольнение ради того, чтобы не подчиняться приказам по проведению военные операции против юнионистов, их по частным каналам поддерживали из Лондона старшие офицеры, включая Генри Уилсона.

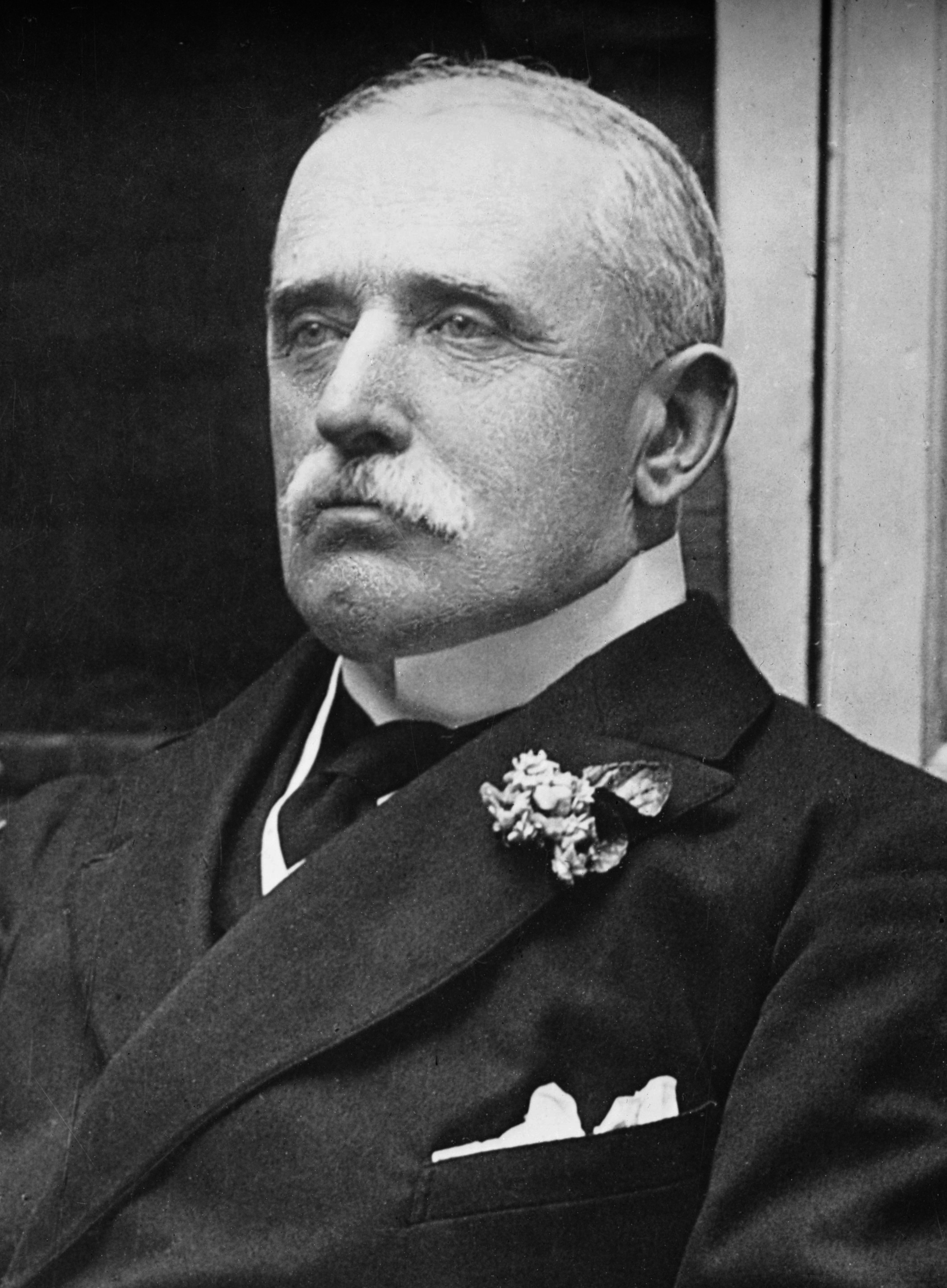
Полевой маршал Джон Френч

Хотя кабинет министров опубликовал документ, утверждавший, что проблема была всего лишь недоразумением, после внесения поправки с обещанием, что британская армия не будет использована против лоялистов Ольстера Государственный секретарь по вопросам войны Дж. Э. Б. Сили и начальник Императорского генерального штаба (CIGS) фельдмаршал сэр Джон Френч были вынуждены уйти в отставку. Это событие способствовало как уверенности юнионистов в своих силах, так и росту ирландского националистического движения, убедив ирландских националистов в том, что они не могут рассчитывать на поддержку британской армии в Ирландии.

## Предыстория

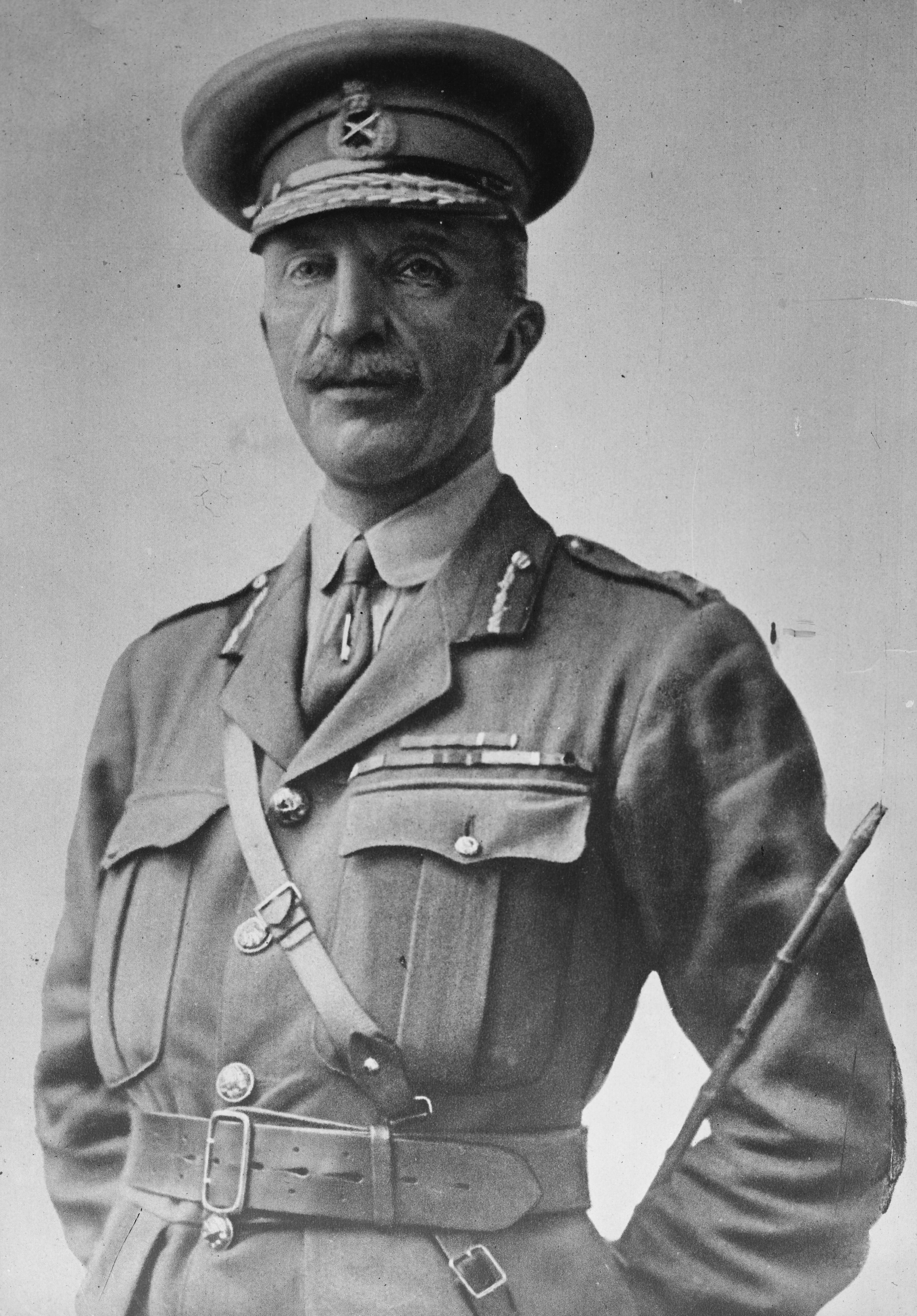
Генерал Генри Уилсон.

В начале 1912 года либеральное британское правительство Г. Г. Асквита представило Третий законопроект о самоуправлении для Ирландии, согласно которому предлагалось создать автономный ирландский парламент в Дублине. Ирландские юнионисты были против этого плана и не желали находиться под юрисдикцией автономного Дублинского парламента. В 1912 году Ольстерские юнионисты при поддержке ряда старших отставных британских офицеров основали в военизированную группу «Ольстерские добровольческие силы» (UVF) для того, чтобы бороться, если возникнет необходимость, против британского правительства и/или против будущего правительства ирландского самоуправления, предложенного в законопроекте.
В сентябре 1913 года начальник Императорского генерального штаба (CIGS), Джон Френч, выразил правительству и королю свою обеспокоенность о том, что Британская армия, если ей будет приказано действовать против Ольстерских добровольческих сил, может расколоться, и некоторые действующие офицеры даже встанут на сторону ольстерских юнионистов, учитывая, что многие разделяли их точку зрения на сохранение и защиту протестантской Британской империи и считали, что самоуправление для преимущественно католической Ирландии будет угрожать ей. Генерал-майор Генри Хьюз Уилсон, директор военных операций, поддерживал регулярные контакты с лидерами оппозиции (включая Бонара Лоу) и отставными офицерами, которые поддерживали Ольстерских добровольцев.

## Приказы Пэджета

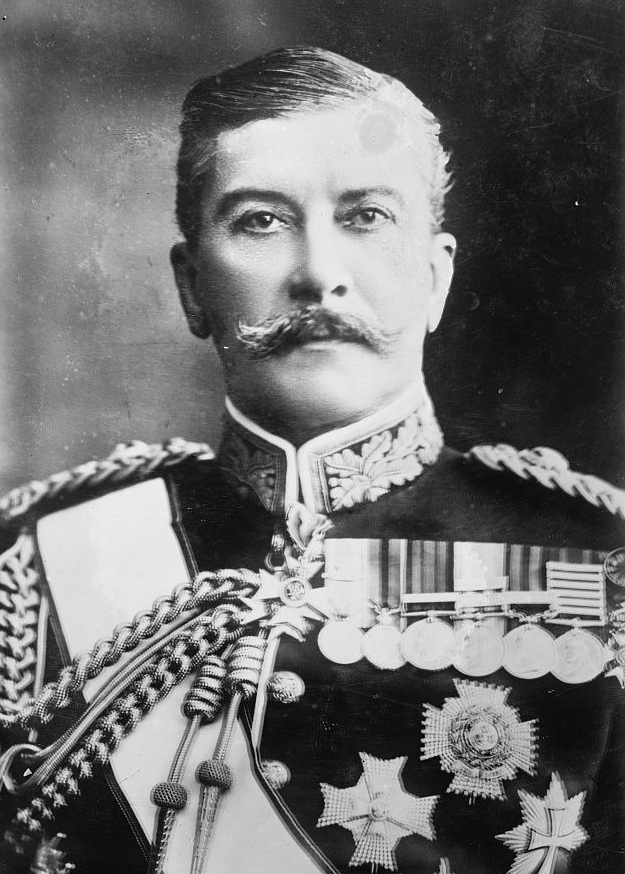
Сэр Артур Пэджет, главнокомандующий в Ирландии в марте 1914.

Чтобы справиться с угрозой насилия со стороны Ольстерские добровольцы в случае принятия законопроекта о самоуправлении в британском парламенте, в октябре 1913 года начальник Генерального штаба (CIGS) фельдмаршал сэр Джон Френч и государственный секретарь по военным вопросам Дж. Э. Б. Сили вызвали в военное министерство генерала Артура Пэджета, Главнокомандующего в Ирландии, для переговоров. Письмо Пэджета (19 октября) показывает, что он ратовал за «частичную мобилизацию», в то время как Сили предлагал в письме премьер-министру (24 октября) использовать генерала Невила Макреди, имевшего опыт сдерживания толпы во время бунтов в Тонипанди в 1910 году и консультировался с Бирреллом по поводу использования войск во время бунтов в Белфасте в 1912 году. В октябре 1913 года Сили отправил Макреди для подготовки доклада о состоянии полиции в Белфасте и Дублине.
Разведка сообщила, что UVF (к тому времени около 100 000 человек) способны захватить боеприпасы в замке Каррикфергус. Политические переговоры зашли в тупик, поскольку Ирландская парламентская партия Джона Редмонда была готова предложить Ольстеру отказ от гомруля (самоуправления) только на срок до шести лет (то есть до следующих всеобщих выборов), тогда как ольстерские юнионисты во главе с Эдвардом Карсоном хотели отказаться от него навсегда. Асквит создал комитет кабинета министров из пяти человек под председательством лорда Кру (который вскоре заболел) и в который вошли Джон Саймон, Огастин Биррелл (главный секретарь по Ирландии), Сили и Уинстон Черчилль (Первый лорд Адмиралтейства). Черчилль на выступлении в Брэдфорде (14 марта) сказал, что есть «худшие вещи, чем кровопролитие, даже в больших масштабах» и «Давайте пойдем вперед вместе и докажем эти серьёзные вопросы», и Сили, по-видимому, напрашивались на некую конфронтацию с UVF.
Пэджету было приказано подготовиться к развертыванию войск, чтобы не допустить захвата оружия «злобно настроенными лицами», и его вызвали в Лондон для получения дальнейших инструкций. Сили добился согласия Френча, неоднократно заверяя его в точности разведданных о том, что UVF могут выступить на Дублин. План состоял в том, чтобы занять правительственные здания, отразить любые нападения UVF и охранять арсеналы в Оме, Эннискиллене, Арме, Дандолке и Каррикфергусе, чтобы предотвратить похищения оружия. Обсуждалось шесть различных непредвиденных обстоятельств, включая вооруженное сопротивление войскам, когда они выдвигались для защиты складов оружия. Сили также обещал Пэджету подкрепления «… до последнего человека …» для поддержания закона в Ирландии. В случае забастовки на железной дороге или других препятствий Черчилль предложил перевозку войск Королевским флотом.
Позже политики утверждали, что на встрече с Пэджет, когда он прибыл в Лондон, они просто дали устное уточнение приказам, которые он уже получил от Военного министерства, но позже Асквит признал, что это не так; на встрече Пэджету также было сказано отправить войска в Ньюри (старые пустые казармы без складов) и Дандолк, оба в ирландских националистических районах и, таким образом, вряд ли они были под угрозой захвата UVF, но при этом оба они имели стратегическое значение в случае взятия Ольстера под военный контроль. Позже было высказано предположение (утверждение, которое считал сэр Джеймс Фергюссон, сын Чарльза Фергюссона), что шаг по развертыванию войск мог быть «заговором» Черчилля и Сили, чтобы спровоцировать лоялистов на восстание, которое затем будет подавлено, хотя эта точка зрения не является общепринятой.
Вечером 18 марта Пэджет телеграфировал генерал-майору Ловику Френду, что переброска войск должна быть завершена к рассвету воскресенья 31 марта. Пэджета вызвали на ещё одно совещание 19 марта, на котором Сили заявил, что правительство настаивает на введении гомруля и не намерено допустить начала гражданской войны, предположив, что UVF будут разгромлены, если попытаются её начать. Принц Людвиг Баттенберг (Первый морской лорд) также присутствовал на совещании, так как в тот день 3-й боевой эскадре было приказано отправиться в Ламлаш на Ферт-оф-Клайд. Следующей ночью Черчилль сообщил Френчу, что его корабли сожгут Белфаст в огне в течение 24 часов, в то время как другие суда готовы помочь перебросить войска в Ольстер (в случае забастовки лоялистов-железнодорожников). В тот же вечер, когда Карсон отправился в Ольстер, где он собирался объявить о создании временного правительства, Асквит, Сили, Черчилль, Биррелл, фельдмаршал Френч и генерал Пэджет провели экстренное совещание на Даунинг-стрит, 10, где Асквит настоял на отправке дополнительной пехоты для защиты артиллерии в Дандолке, которую Френч хотел отозвать. Сили утверждал, что в Ольстере неизбежен переворот юнионистов, хотя никаких следов подобных разведданных не сохранилось.

## Отставки

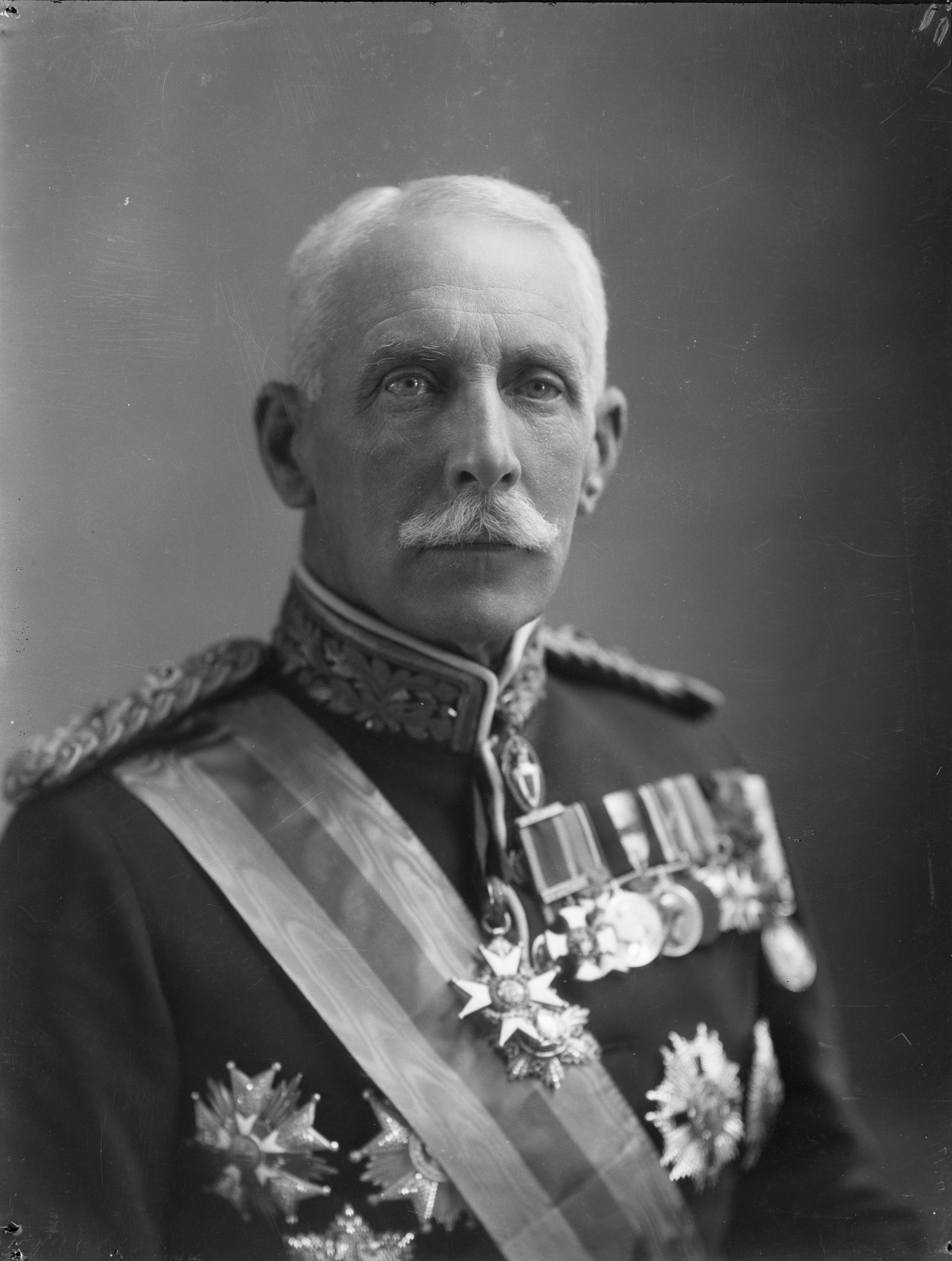
Генерал Чарльз Фергюссон, ок. 1926 г.

Пэджет отправился в Дублин той ночью в состоянии сильного волнения, не получив никаких письменных приказов (неясно, было ли это связано с тем, что политики не хотели ничего излагать в письменной форме)

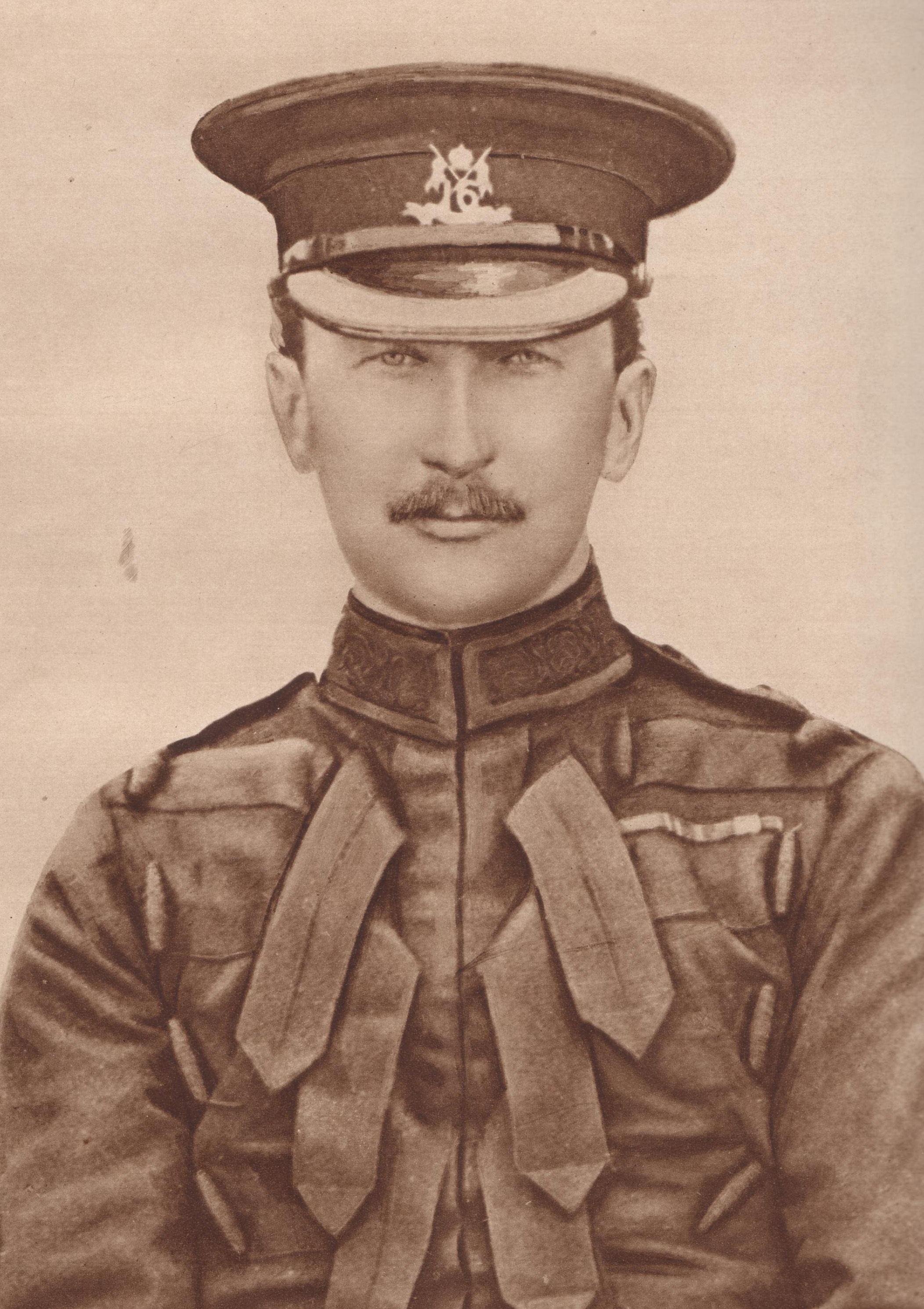
Генерал Гоф, ок. 1900

На следующее утро, в пятницу 20 марта, Пэджет обратился к генералам Ролту, Катберту, Гофу, и Фергюссону (5-я пехотная дивизия GOC), и трём штабным офицерам в его штабе на Паркгейт-стрит в Дублине. Существуют три разных отчёта (написанные Пэджетом, Фергюссоном и Гофом в его мемуарах Soldiering On), но ясно, что Пэджет усугубил ситуацию. По словам Гофа, он сказал, что «должны начаться активные операции против Ольстера». Затем Пэджет заявил, что получил «уступки» от Сили, а именно, что офицерам, которые жили в Ольстере, будет разрешено «исчезнуть» на время, и что другие офицеры, которые откажутся действовать в Ольстере, будут уволены, и им не будет разрешено уйти в отставку. Френч, Пэджет и генерал-адъютант Спенсер Эварт действительно (19 марта) согласились исключить офицеров с «прямыми семейными связями» с Ольстером и уволить других офицеров, которые откажутся участвовать в операции. На вопрос Гофа, который имел семейные связи с Ольстером, но не жил там, означает ли «исчезновение» отсутствие с разрешением или без него — Пэджет ответ, что он не может ожидать пощады от «своего старого друга в военном министерстве» (Джона Френча). Ричард Холмс писал, что, фактически предъявив ультиматум своим офицерам, Пэджет действовал глупо, поскольку большинство могло бы легко подчиниться, если бы им всего лишь приказали выдвинуться на север. Пэджет закончил встречу, приказав своим офицерам поговорить с подчиненными, а затем доложить. Фергюссон предупредил Гофа и командира одной из пехотных бригад, что армия должна держаться вместе любой ценой, и что он сам будет подчиняться приказам. Гоф сказал, что не будет, и отправился поговорить с офицерами 5-го уланского полка (один из полков под его командованием), а также отправил телеграмму своему брату Джонни, начальнику штаба Хейга в Олдершоте. Гоф не присутствовал на втором заседании во второй половине дня, на котором Пэджет подтвердил, что целью передислокации было устрашение Ольстера, а не вооруженное столкновение. Для рядовых в том случае, если бы они отказались от военной службы по соображениям совести, не было предусмотрено какого-либо выхода из положения. Приказы о развертывании были озаглавлены «Дежурство по приказу — Активные операции в Ольстере», и Гоф позже предположил, что «активные операции» звучали так, как будто это было нечто большее, чем предупредительное защитное развертывание.

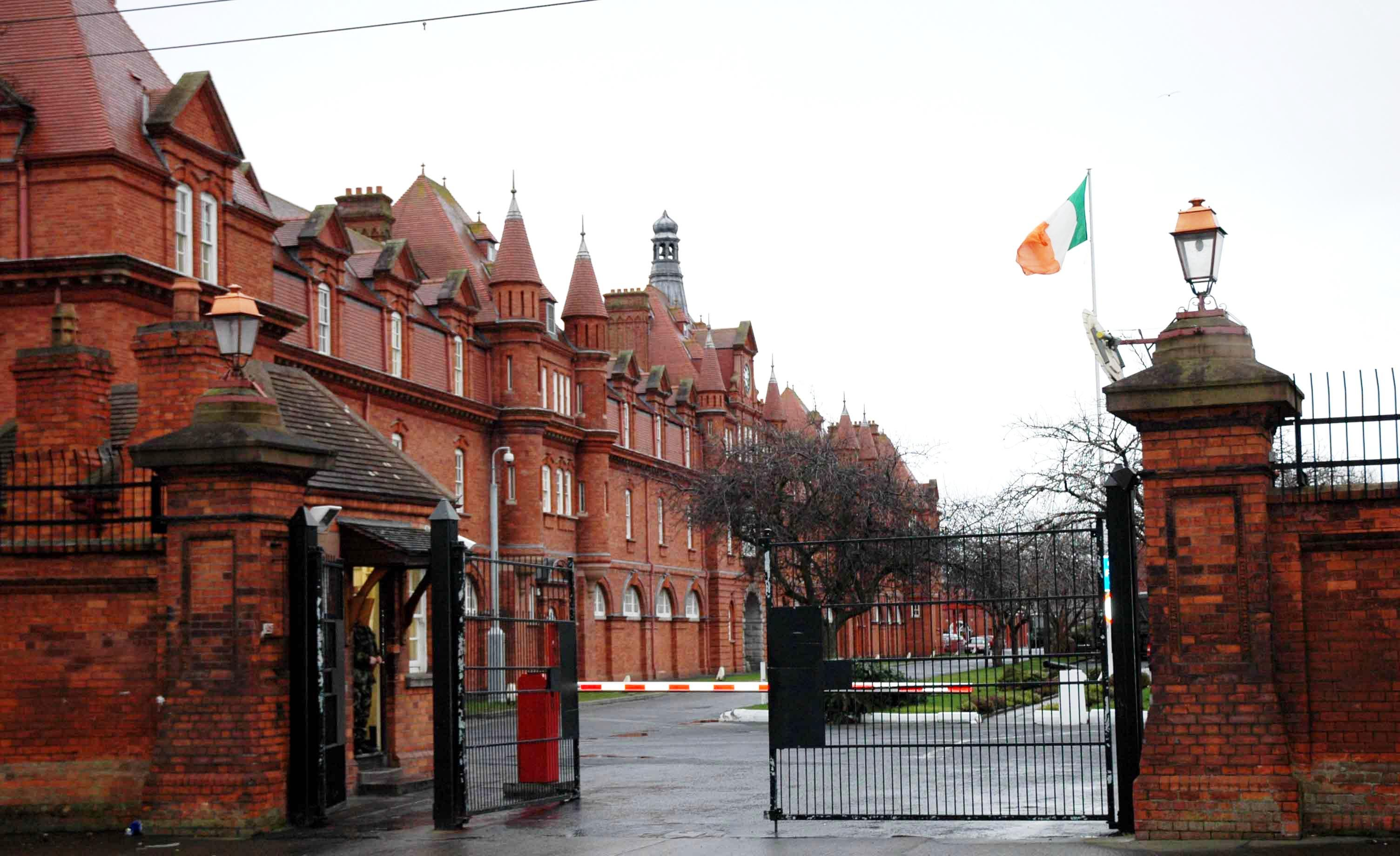
Казармы Мальборо (ныне казармы Макки), современный вид

Гоф предложил офицерам, находившимся под его командованием в близлежащих казармах Мальборо (ныне казармы Макки) в Дублине, выбор между отставкой и борьбой с добровольцами Ольстера. Та же дилемма была сообщена и 3-й кавалерийской бригаде, находившейся в 25 милях к юго-западу от Дублина в лагере Куррах.
Вечером 20 марта Пэджет отправил телеграмму в Военное министерство в Лондоне, в которой сообщалось, что почти все офицеры 5-го уланского полка намерены уйти в отставку, и то же самое, вероятно, относится и к 16-му уланскому полку. Сили ответил от имени Армейского совета, приказав Пэджету отстранить любого старшего офицера, который подаст в отставку, и приказав Гофу и двум из трёх его полковников (отношение третьего было неясным) явиться в Военное министерство. Вторая телеграмма незадолго до полуночи подтвердила, что 57 офицеров предпочли принять увольнение (на самом деле их было 61, включая Гофа):

 Офицер, командующий 5-м уланским полком, заявляет, что все офицеры, за исключением двух и одного под сомнением, сегодня уходят в отставку. Я очень опасаюсь, что в 16-м уланском полку будет то же самое. Боюсь, что люди откажутся выдвигаться. С сожалением сообщаю, что бригадный генерал Гоф и пятьдесят семь офицеров 3-й кавалерийской бригады предпочли бы принять увольнение, если бы им было приказано отправиться на север.
В то время в 3-й кавалерийской бригаде служило 70 офицеров. Фактически офицеры не были виновны в мятеже, так как ушли в отставку до того, как им пришлось отказаться выполнить прямой приказ. Так как все они были в бригаде Гофа, и поскольку им сообщили о его сомнениях относительно приказов Сили, он был изображён как центральный персонаж всего инцидента.
Четвуд был предложен на место Гофа, и готов был его занять в случае необходимости. До 100 других офицеров ирландского командования пригрозили уйти в отставку.

## Результаты
Генерал сэр Чарльз Фергюссон, в то время командующий 5-й дивизией в Ирландии, обошёл подразделения утром в субботу 21 марта, чтобы убедиться в их будущем соответствии политике правительства. Один из его офицеров рассказывал позже, что
Он [Фергюссон] напомнил нам, что хотя мы, естественно, должны придерживаться личных политических взглядов, официально мы не должны быть на стороне какой-либо одной политической партии. Наш долг — подчиняться приказам, идти туда, куда нас посылают, и выполнять указания любой политической партии, которая оказалась у власти. Не было никаких слезливых сантиментов; это было хорошее дело, прямо с плеча, и именно то, чего мы хотели.
Пэджет сделал то же самое, но его речь была описана полковником как «абсолютно неубедительная и неокончательная». Однако Пэджет смог провести предупредительные действия, запланированные на 18 и 19 марта.
Пожилой фельдмаршал Робертс, который недавно обменивался «эпитетами» с Френчем по телефону по поводу того, что он считал сотрудничеством Френча с «подлыми» планами правительства, узнал, что Пэджет, говоря об «активных операциях» и предоставляя офицерам возможность обсудить гипотетические приказы и пригрозить уйти в отставку, действовал без полномочий и отправил записку Хьюберту Гофу по этому поводу. Король написал Асквиту, прося проконсультироваться с ним, прежде чем предпринимать какие-либо дальнейшие шаги.
Гоф, вызванный в военное министерство, подтвердил (воскресенье 22 марта), что он подчинился бы прямому приказу выступить против Ольстера. Когда он увидел короля тем вечером, Френч, которому Холдейн (лорд-канцлер) посоветовал, что Пэджет не должен был спрашивать офицеров о «гипотетических непредвиденных обстоятельствах», также пригрозил уйти в отставку, если Гоф не будет восстановлен. Пэджету было приказано явиться в Лондон, Макреди был отправлен в Белфаст (но без официального объявления), в то время как Асквит сообщил королю, что Пэджет действительно превысил свои инструкции, что предполагалась только охрана складов боеприпасов, что военно-морское развертывание отменено и что не будет никаких дальнейших перемещений войск без консультации с королем.
Правительство Асквита Либеральной партии отступило, заявив о «честном недоразумении». По предложению Френча Сили получил документ от Кабинета министров, в котором говорилось, что Совет армии был удовлетворен тем, что инцидент был недоразумением, и что «обязанностью всех солдат было подчиняться законным приказам». Сили добавил два абзаца, в которых говорилось, что правительство имеет право использовать «силы Короны» в Ирландии или где-либо ещё, но не намерено использовать силу «для подавления оппозиции законопроекту о самоуправлении». Неясно, было ли это — внесение поправок в документ Кабинета без одобрения Кабинета — честной ошибкой со стороны Сили или его подтолкнули к этому, а затем сделали козлом отпущения. Гоф настоял на добавлении ещё одного абзаца, разъясняющего, что армия не будет использоваться для обеспечения самоуправления «в Ольстере», с чем Френч согласился в письменной форме. На протяжении всего инцидента Уилсон, Робертс и Френч сливали информацию прессе. Гоф обещал сохранить Договор от 23 марта в тайне, но вскоре он просочился в прессу — похоже, что и Гоф, и Френч слили его Гвинну из The Morning Post, а Уилсон слил его Лео Эмери и Бонару Лоу.
Вопрос подробно обсуждался в Палате общин 23 и 25 марта. Асквит (25 марта) публично отрекся от «грешных параграфов», которые были добавлены в заявление кабинета, и Френч, генерал-адъютант Спенсер Эварт и Сили должны были уйти в отставку.
Примерно месяц спустя, 24 апреля, ольстерские добровольцы тайно выгрузили около 24 000 винтовок ночью в ходе инцидента «Larne gun-running». Их лидеры посчитали, что набег на ольстерские арсеналы армии уменьшил бы благосклонность общественности к ним в Британии.
Лейбористы и радикалы были возмущены тем, что армия, которая, по-видимому, была достаточно счастлива подавлять промышленные беспорядки, получила разрешение предотвратить применение силы в Ольстере.